# Гідриди неметалів
Гідри́ди немета́лів (рос. гидриды неметаллов, англ. nonmetallic hydrides) — хімічні сполуки неметалів з воднем, які відповідають їх нормальним валентностям. Тетрагідриди мають правильну тетраедричну структуру, яка відповідає геометрії тетраедричних sp3-орбіталей центрального атома (кути між зв'язками 109,5°), а інші гідриди мають менші кути, які наближаються до 90°, тобто до значень для p-зв'язуючих орбіталей. Їх стабільність визначається головно різницею електронегативностей атома Н і зв’язаного з ним елемента. Наприклад, H2S, NH3, CH4, H2O, PH3.